# Mosla
Mosla es un género con 36 especies de plantas con flores perteneciente a la familia Lamiaceae. Es originario del Cáucaso, Himalaya, Islas Kuriles y Sumatra.

## Especies seleccionadas
| - Mosla angustifolia - Mosla argyi - Mosla bracteata - Mosla cavaleriei - Mosla chinensis | - Mosla coreana - Mosla dianthera - Mosla exfoliata - Mosla fordii - Mosla formosana |